# Theridion bitakum
Theridion bitakum là một loài nhện trong họ Theridiidae.
Loài này thuộc chi Theridion. Theridion bitakum được Alberto Barrion & James A. Litsinger miêu tả năm 1995.